# (6703) 1988 CH
(6703) 1988 CH est un astéroïde de la ceinture principale découvert en 1988.

## Description
(6703) 1988 CH a été découvert le 10 février 1988 à Yorii au Japon par M. Arai et H. Mori.

### Caractéristiques orbitales
L'orbite de cet astéroïde est caractérisée par un demi-grand axe de 2,56 UA, un périhélie de 1,97 UA, une excentricité de 0,23 et une inclinaison de 4,95° par rapport à l'écliptique. Du fait de ces caractéristiques, à savoir un demi-grand axe compris entre 2 et 3,2 UA et un périhélie supérieur à 1,666 UA, il est classé, selon la JPL Small-Body Database, comme objet de la ceinture principale.

### Caractéristiques physiques
(6703) 1988 CH a une magnitude absolue (H) de 13,2 et un albédo estimé à 0,079.